# Caesalpinia pyramidalis
Caesalpinia pyramidalis är en ärtväxtart som beskrevs av Louis René Tulasne. Caesalpinia pyramidalis ingår i släktet Caesalpinia och familjen ärtväxter.

## Underarter
Arten delas in i följande underarter:
- C. p. diversifolia
- C. p. pyramidalis